# Les Billanges
Les Billanges (tiếng Occitan: Los Bilanges) là một xã của tỉnh Haute-Vienne, thuộc vùng Nouvelle-Aquitaine, miền trung nước Pháp.